# Hitomi Saito
Hitomi Saito (* 9. Juli 1990 in Sagamihara) ist eine japanische Shorttrackerin.

## Werdegang
Saito trat international erstmals bei den Juniorenweltmeisterschaften 2009 in Sherbrooke in Erscheinung und errang dabei den 21. Platz im Mehrkampf und den sechsten Platz mit der Staffel. Diese Platzierung mit der Staffel wiederholte im folgenden Jahr bei den Juniorenweltmeisterschaften in Taipei. Ihr Debüt im Shorttrack-Weltcup hatte sie Oktober 2010 in Montreal und belegte die Plätze 19 und 12 über 1500 m. Bei den Weltmeisterschaften 2014 in Montreal kam sie auf den 28. Platz im Mehrkampf und auf den achten Rang mit der Staffel und bei den Weltmeisterschaften 2015 in Moskau auf den vierten Platz mit der Staffel. In der Saison 2015/16 erreichte sie beim Weltcup in Dresden mit dem dritten Platz mit der Staffel ihre erste Podestplatzierung im Weltcup. Bei den Weltmeisterschaften 2016 in Seoul lief sie auf den 16. Platz im Mehrkampf und auf den siebten Rang mit der Staffel. In der folgenden Saison errang sie im Weltcup über 1500 m mit drei Top-Zehn-Platzierungen, den 12. Gesamtrang. Bei den Weltmeisterschaften 2017 in Rotterdam kam sie auf den 23. Platz im Mehrkampf und holte die Bronzemedaille mit der Staffel. Bei ihrer ersten Olympiateilnahme im Februar 2018 in Pyeongchang belegte sie den 16. Platz über 1000 m und den sechsten Platz mit der Staffel. Im folgenden Monat kam sie bei den Weltmeisterschaften in Montreal auf den 20. Platz im Mehrkampf und auf den fünften Rang mit der Staffel. In der Saison 2018/19 errang sie beim Weltcup in Salt Lake City den dritten Platz mit der Staffel.

## Persönliche Bestzeiten
- 500 m      44,235 s (aufgestellt am 17. März 2018 in Montreal)
- 1000 m    1:29,020 min. (aufgestellt am 19. November 2017 in Seoul)
- 1500 m    2:20,488 min. (aufgestellt am 13. November 2016 in Salt Lake City)